# Mikel Otegi
Mikel Mirena Otegi Unanue (Isasondo, Guipúzcoa, 8 de octubre de 1972) era miembro de la organización terrorista Euskadi Ta Askatasuna (ETA).

## Atentado
El 10 de diciembre de 1995 mató a dos ertzainas (policías autonómicos) a bocajarro. Al parecer, los policías le siguieron en automóvil por considerar que conducía de manera temeraria y tras personarse en su caserío de Isasondo, fueron víctimas de un ataque que acabó con sus vidas. Las víctimas se llamaban Iñaki Mendiluze y José Luis González.
Tras un juicio con jurado popular realizado en la Audiencia Provincial de Guipúzcoa, Otegi resultó absuelto. Con posterioridad se afilió a ETA. Fue detenido en Francia en 2003 por ser miembro de ETA y extraditado a España en 2009. 
La sentencia fue recurrida por la fiscalía en 1997 y tras un nuevo juicio, fue sentenciado a 34 años de prisión en 2012. La demanda provocó una gran polémica en la sociedad española, primero porque fue absuelto por completo por el jurado popular en el primer juicio y luego porque fue recurrida la sentencia, anulando la decisión del jurado . Actualmente se encuentra cumpliendo condena en la cárcel de Zaballa (Álava)

## Infarto
El 26 de octubre de 2017 sufrió un infarto de miocardio en la prisión de Toledo e ingresó en el hospital de la localidad.